# قط نمري (جنس)
القط النمري (الاسم العلمي: Leopardus) هو جنس من الحيوانات الثديية تنتمي إلى فصيلة السنوريات وأسرة السنوراوات. يعيش معظم هذه القطط في أمريكا الوسطى والجنوبية، بينما يعيش عدد قليل من الأنواع في الولايات المتحدة. يتراوح وزن هذه القطط بين 2 إلى 5 كيلوغرام.

## قائمة الأنواع
- الأصلوت
- قط الببر الشمالي
- المارج
- سنور الكودكود
- قط البمبات
- سنور جيفري